# أندي ديفيدسون
أندي ديفيدسون (بالإنجليزية: Andy Davidson)‏ (13 يوليو 1932 في المملكة المتحدة - 5 أبريل 2014 في المملكة المتحدة) هو لاعب كرة قدم بريطاني في مركز الدفاع. لعب مع هال سيتي.

## وصلات خارجية
- أندي ديفيدسون على موقع قاعدة بيانات كرة القدم.إي يو (الإنجليزية)